# وست جفرسن (کارولینای شمالی)
وست جفرسن (به انگلیسی: West Jefferson) شهری در ایالت کارولینای شمالی کشور ایالات متحده آمریکا است که جمعیت آن در سرشماری سال ۲۰۱۰ میلادی، ۱٬۲۹۹ نفر بوده‌است.